# Purely Circumstantial
Purely Circumstantial è un cortometraggio del 1929 diretto da Henry W. George, lo pseudonimo con il quale firmava i suoi lavori di regista il popolare attore britannico Lupino Lane. Appartenente a una conosciuta famiglia di teatranti di lontane origini italiane, i Lupino, è il protagonista del film; insieme a lui, nel cast, appare anche il nome del fratello minore, Wallace, con in quale girò numerose pellicole.

## Produzione
Il film fu prodotto dalla Lupino Lane Comedy Corporation.

## Distribuzione
Distribuito dalla Educational Film Exchanges, il film - un cortometraggio in due bobine - uscì nelle sale cinematografiche USA il 17 novembre 1929 in versione sincronizzata.
Copia della pellicola è stata conservata e risulta ancora esistente.